# Heteromesus schmidtii
Heteromesus schmidtii är en kräftdjursart som beskrevs av Hansen 1916. Heteromesus schmidtii ingår i släktet Heteromesus och familjen Ischnomesidae. Inga underarter finns listade i Catalogue of Life.